# Муя (Бурятія)
Муя (рос. Муя) — селище Муйського району, Бурятії Росії. Входить до складу Муйської сільської адміністрації.
Населення — 184 особи (2015 рік).